# HMS G12
HMS G12 – brytyjski okręt podwodny typu G. Zbudowany w latach 1914–1916 w Vickers, Barrow-in-Furness. Okręt został wodowany 23 marca 1916 roku i rozpoczął służbę w Royal Navy 15 czerwca 1916 roku. 
W 1916 roku dowodzony przez Lt. Cdr Corneliusa O. Regnarta okręt należał do Dziesiątej Flotylli Okrętów Podwodnych (10th Submarine Flotilla) stacjonującej w Tees. Jego zadaniem, podobnie jak pozostałych okrętów typu G, było patrolowanie akwenów Morza Północnego w poszukiwaniu i zwalczaniu niemieckich U-Bootów. Okręt należał do 10. Flotylli do zakończenia I wojny światowej.
14 lutego 1920 roku okręt został sprzedany firmie J.G. Potts i zezłomowany.